# Jurski kruh
Jurski kruh je regionalni pekovski izdelek, značilen za Malopoljsko vojvodstvo. 29. oktobra 2008 je bil vpisan na poljski seznam tradicionalnih izdelkov.

## Zgodovina
Zgodovina tega kruha sega v dvajseta leta dvajsetega stoletja. Edina sprememba v postopku izdelave je sodobnejša kuhinjska oprema, ne pa recept, ki predvideva dodajanje krompirjevih kosmičev v testo. Sprva so ga pekli v gospodinjstvih in manjših pekarnah v občini Klucze (Krakovsko-Čenstohovsko pogorje) v naseljih Ryczówek, Rodaki, Kwaśniów, Chechło in Klucze.

## Značilnosti
Kruh je podolgovate oblike, dolžine 70 cm, pri koncih se zoži. Tehta 1500 gramov. Skorja je rjava, včasih postane temno rjava. Na vrhu je nežen posip ržene moke, pa tudi majhne sledi košar, v katerih je kruh spečen. Vonj je značilen za pekovske izdelke iz rženega testa.